# 5905 Johnson
5905 Johnson è un asteroide della fascia principale. Scoperto nel 1989, presenta un'orbita caratterizzata da un semiasse maggiore pari a 1,9103174 UA e da un'eccentricità di 0,0718905, inclinata di 27,51927° rispetto all'eclittica.